# Lauingen (Donau)

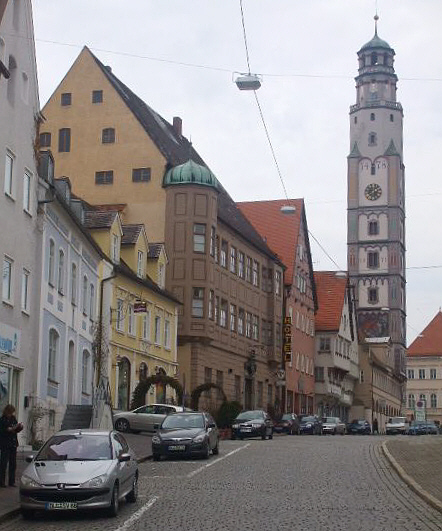
Lauingen (Donau)
(centrul)

Lauingen (Donau) (în trecut Launigen an der Donau) este un oraș din districtul  Dillingen an der Donau, regiunea administrativă Șvabia, landul Bavaria, Germania.

## Personalități
- Albertus Magnus (1195-1280), filosof creștin
- Lothar Kempter (1844-1918), compozitor
- Caspar Augustin Geiger (1847-1924), pictor
- Nikolaus Geiger (1849-1879), pictor și sculptor